# 安塞爾 (加利福尼亞州)
安塞爾（英語：Ansel）是位於美國加利福尼亞州克恩縣的一個非建制地區。該地的面積和人口皆未知。

## 地理
安塞爾的座標為34°54′18″N 118°09′15″W / 34.90500°N 118.15417°W，而該地的平均海拔高度為767米（即2516英尺）。